# (8997) 1981 ES14
(8997) 1981 ES14 — астероїд головного поясу, відкритий 1 березня 1981 року.
Тіссеранів параметр щодо Юпітера — 3,407.